# Уильямс, Шарни
Шарни Мари Уильямс OAM (англ. Sharni Maree Williams, родилась 2 марта 1988 года) — австралийская регбистка, выступающая на позиции центровой или нападающей за женские сборные Австралии по регби-15 и по регби-7. Олимпийская чемпионка по регби-7 2016 года. На клубном уровне представляет университет Канберры с 2017 года.

## Карьера игрока
На клубном уровне Шарни Уильямс представляла регбийные клубы «Брамбиз» и «Канберра Ройалс». Официально в сборной по регби-15 дебютировала под руководством тренера Стива Хэмсона в тест-матче 14 октября 2008 года против Новой Зеландии, прошедшем в Канберре на «Вайкинг-Парк» и завершившемся поражением австралиек 3:36. За несколько дней до этого она провела неофициальный матч против австралийской команды «Президентс XV», в котором женская сборная Австралии победила 95:0, а сама Шарни занесла три попытки. В 2008 году она получила приз лучшего регбийного дебютанта.
На чемпионате мира по регби 2010 года Уильямс занесла одну попытку в матче против Уэльса и ещё две попытки в матче против ЮАР (победа 62:0). В том же году она получила приз лучшей регбистки 2010 года в Австралии.
С 2011 года она соревнуется в регби-7, в ноябре 2012 года дебютировала в мировой серии за сборную Австралии по регби-7. Из-за травмы она пропустила этап Мировой серии 2015/2016 в Сан-Паулу, но к финальному этапу в Клермон-Ферране она восстановилась и принесла команде победу в Мировой серии. В 2016 году Шарни Уильямс попала в заявку сборной Австралии по регби-7 на Олимпийские игры в Рио-де-Жанейро (игровой номер 2), став вице-капитаном команды. На турнире Уильямс занесла одну попытку в матче против сборной Колумбии, а австралийская команда победила новозеландок в финале и завоевала олимпийское золото в этом виде спорта. Как олимпийская чемпионка, 26 января 2017 года в День Австралии Бек была награждена Медалью Ордена Австралии.

## Личная жизнь
Шарни Уильямс — дипломированный инженер-механик.